# FPTテクノジャパン
FPTテクノジャパン株式会社(英： FPT Techno Japan Co., Ltd.)旧FPTスタッフィング株式会社は、ベトナム最大手ICT企業FPTコーポレーションであり、FPTジャパンホールディングスの子会社。日本企業向けの総合人材派遣・紹介サービス、エンジニアリングサービス、BPO・AMSサービス、海外研修サービス、技能実習生及び特定技能実習生の事業推進サービスを展開している。

## 会社概要
- 2017年3月にベトナム最大IT企業FPTソフトウェアの日本法人FPTジャパンホールディングス株式会社の子会社として設立された
- 2018年6月13日FPTスタッフィング株式会社からFPTテクノジャパン株式会社に商号変更
- FPTテクノジャパンは、日本の人手不足を補うため、人材関連などのサービスを提供している
- 業種は、IT系、エンジニアリング系（LSI・CAD/CAE)、ITネットワーク、運用保守、BPO、製造系、建設系(BIM)、技能実習生、特定技能実習生事務職系など
- 海外研修サービスや海外事業推進サービスなどグローバル化に伴うサポートも行う
- 2019年11月登録支援機関ライセンス承認された。

## 事業内容
- 有料職業紹介事業・労働者派遣事業
- オフショアサービス
- エンジニアリングサービス
- BPO・AMSサービス
- CAD/CAEサービス
- LSIサービス
- BIMサービス
- 1万人ブリッジSE育成プログラム[4]
- 海外研修サービス
- 事業推進サービスなど
- 技能実習生
- 特定技能

## 事業所

### 国内拠点
- 本社（KDX浜松町プレイス 6F）

## 主な関連会社
- FPTコーポレーション
- FPTソフトウェア
- FPTジャパンホールディングス株式会社
- FPTソフトウェアジャパン株式会社
- FPTアドバンスジャパン株式会社
- FPTコンサルテイングジャパン株式会社
- FPT沖縄R＆D株式会社

## 主なサービス

### 総合人材サービス
- 人材派遣・人材紹介
- IT系
- ソフトウェア開発
- ITインフラ運用保守
- エンジニアリング系
- CAD/CAE
- LSI電子回路設計
- 事務職系
- 建築系
- 生産現場系

### オフショアサービス
- IT系
- ソフトウェア開発
- ITインフラ運用保守
- エンジニアリング系
- CAD/CAE
- LSI電子回路設計
- BPO・AMSサービス
- 建築系

### グローバル人材育成サービス
- 日本企業向けグローバル人材育成プログラム
- 新入社員、若手社員、プロジェクトリーダー、マーケットリーダー向け
- インターンシップ研修、英語研修
- 日本語教育
- 日本及びベトナム国内実施
- 日本国内認定資格トレーニング
- ベトナム国内実施
- IT、簿記、財務会計系等

### 事業推進サービス
- ベトナム進出支援
- 市場調査
- ビジネス・マッチング
- 会社設立・ライセンス取得
- ベトナムビザ・労働許可
- オフィスレンタル・内装工事
- ITインフラ構成・運用（東南アジア地域対応）
- 進出後サポート
- 推進イベント支援
- 海外出張・ビジネスツアーサポート

### 実習生送り出しサービス
- 技能実習生の受け入れ状況を調査、ヒアリング
- 技能実習生受けりれの提案、流れの準備説明
- 人材募集、教育、配属の業務実施
- 受け入れ期間中の管理、巡回、サポートサービス